# Clifford (Herefordshire)
Clifford – wieś i civil parish w Anglii, w hrabstwie Herefordshire. W 2011 civil parish liczyła 511 mieszkańców.